# Génesis Reasco
Génesis Rosangela Reasco Valdez (Manabí, 18 de julio de 1998)  luchadora libre olímpica ecuatoriana. Medalla de oro en 76 kg en los Juegos Suramericanos 2022 en Asunción, Paraguay. Obtuvo medalla de plata en los Juegos Bolivarianos de 2022 en Valledupar, Colombia.   Reasco también es cinco veces medallista, incluyendo oro, en los Campeonatos Panamericanos de Lucha Libre.
Ganó Diploma Olímpico en los Juegos Olímpicos de París 2024 al perder el último combate por la medalla de bronce.

## Logros
| Año  | Torneo                           | Localización                   | Resultado | Evento             |
| ---- | -------------------------------- | ------------------------------ | --------- | ------------------ |
| 2019 | Campeonato Panamericano de Lucha | Buenos Aires, Argentina        | 2nda      | Estilo libre 76 kg |
| 2021 | Campeonato Panamericano de Lucha | Ciudad de Guatemala, Guatemala | 2nda      | Estilo libre 76 kg |
| 2022 | Campeonato Panamericano de Lucha | Acapulco, México               | 2nda      | Estilo libre 76 kg |
| 2022 | Juegos Bolivarianos              | Valledupar, Colombia           | 2nda      | Estilo libre 76 kg |
| 2022 | Juegos Suramericanos             | Asunción, Paraguay             | 1era      | Estilo libre 76 kg |
| 2023 | Campeonato Panamericano de Lucha | Buenos Aires, Argentina        | 3era      | Estilo libre 76 kg |
| 2023 | Campeonato Panamericano de Lucha | Santiago, Chile                | 3era      | Estilo libre 76 kg |
| 2024 | Campeonato Panamericano de Lucha | Acapulco, México               | 1era      | Estilo libre 76 kg |